# Hexafluorur de sofre
L'hexafluorur de sofre és un compost químic binari, un fluorur de fórmula {\displaystyle {\ce {SF6}}}. En condicions normals de pressió i temperatura és un gas incolor, inodor, no tòxic, no inflamable i aproximadament cinc vegades més dens que l'aire. Es tracta d'un gas amb una constant dielèctrica elevada, per la qual cosa és utilitzat com a aïllant en sistemes de distribució d'electricitat, especialment en voltatges elevats.

## Història
L'hexafluorur de sofre fou sintetitzat per primer cop el 1891 pel químic francès Henri Moissan (1852-1907) fent reaccionar sofre directament amb difluor, però no l'identificà. El 1900 juntament amb Paul Lebeau (1868-1959) el tornà sintetitzar, l'identificà i n'estudià les propietats.
La primera investigació sobre aplicacions industrials es dugué a terme per part de la companyia General Electric el 1937 que s'adonà que el gas es podia utilitzar per a l'aïllament en la plantes elèctriques. El 1939, l'estatunidenca Thomson-Houston Electric Company patentà el principi d'ús d'{\displaystyle {\ce {SF6}}} per a aïllants de cables i condensadors. Immediatament després de la 2a Guerra Mundial, les publicacions i les aplicacions s'incrementaren ràpidament.

## Estructura
Segons la teoria RPECV la configuració molecular de l'hexafluorur de sofre és la d'un octaedre regular, amb el sofre situat al mig i enllaçat al 6 fluors que ocupen els sis vèrtexs de l'octaedre. El tipus orbital híbrid de l'àtom de sofre es considera generalment {\displaystyle {\ce {sp^3d^2}}}. Els angles entre els enllaços {\displaystyle {\ce {S-F}}} adjacents són tots de 90°. La longitud de tots els enllaços {\displaystyle {\ce {S-F}}} és de 1,55 Å. El moment dipolar és 0 i, per tant, són molècules no polars.

## Propietats físiques
L'hexafluorur de sofre, a temperatura ambient, és un gas incolor i inodor. No té un punt de fusió normal on hi ha un equilibri líquid-sòlid a 1013,25 hPa. La temperatura del punt triple, en el quan estan en equilibri sòlid, líquid i gas, és de –50,7 °C. Per una altra banda sublima a –63,8 °C a 1013,25 hPa. La seva densitat és de 5,970 g/L. És lleugerament soluble en aigua i soluble en etanol.

## Propietats químiques
L'hexafluorur de sofre és un compost químic molt estable i pot estar present de manera estable a l'atmosfera durant milers d'anys. En comparació amb el hexafluorur de seleni, la taxa d'hidròlisi del hexafluorur de sofre és extremadament baixa, això es pot explicar considerant el petit radi de l'àtom de sofre i a que els sis àtoms de fluor constitueixen un obstacle estèric considerable que protegeixen els enllaços {\displaystyle {\ce {S-F}}} i els grups d'atacants tenen dificultats per apropar-se a l'àtom central. Malgrat que el radi de l'àtom de fluor és petit, de manera que la força repulsiva entre els sis àtoms de fluor no és massa gran, l'enllaç {\displaystyle {\ce {S-F}}} no és fàcil de dissociar. L'entalpia de formació de l'hexafluorur de sofre és de 1220 kJ/mol, però l'entalpia de formació d'hexafluorur de seleni només és de 74 kJ/mol. D'aquesta manera, les petites dimensions dels radis dels l'àtoms de fluor i de sofre provoquen que la molècula d'hexafluorur de sofre sigui molt estable, els àtoms són difícils de desconnectar i el compost es descompon.
La reacció d'hidròlisi malgrat ser termodinàmicament molt favorable té una l'elevada energia d'activació i això fa que sigui una reacció extremadament lenta i no s'observa:
{\displaystyle {\ce {SF6 + 6 H2O -> SO3 + 6 HF}}}Les reaccions més importants de l'hexafluorur de sofre són les que es produeixen amb els metalls alcalins a altes temperatures, donant el fluorur i el sulfur del metall alcalí. Per exemple amb el sodi reacciona a uns 200 °C:
{\displaystyle {\ce {8 Na + SF6 -> 6 NaF + Na2S}}}
Les descàrregues elèctriques produeixen la descomposició de l'{\displaystyle {\ce {SF6}}}en tetrafluorur de sofre, {\displaystyle {\ce {SF4}}}, i la reacció amb d'altres gasos per a donar fluorur d'hidrogen, {\displaystyle {\ce {HF}}}, diòxid de sofre, {\displaystyle {\ce {SO2}}}, tetrafluorur de carboni, {\displaystyle {\ce {CF4}}}, etc.

## Obtenció
El mètode d'obtenció habitual és la reacció directe del sofre amb el difluor:
{\displaystyle {\ce {S + 3 F2 -> SF6}}}En la mateixa reacció també s'obtenen en petites quantitats altres productes ({\displaystyle {\ce {S2F10}}}, {\displaystyle {\ce {SF4}}}, {\displaystyle {\ce {SF2}}} i {\displaystyle {\ce {S2F2}}}). Aquestes impureses poden eliminar-se netejant amb una dissolució alcalina d'hidròxid de potassi, {\displaystyle {\ce {KOH}}}. Després s'escalfa la mescla fins a uns 300-350 °C aconseguint la descomposició:
{\displaystyle {\ce {S2F10 -> SF6 + SF4}}}
A continuació es torna netejar amb una dissolució alcalina per eliminar el {\displaystyle {\ce {SF4}}}.

## Aplicacions

### Electrotècnia

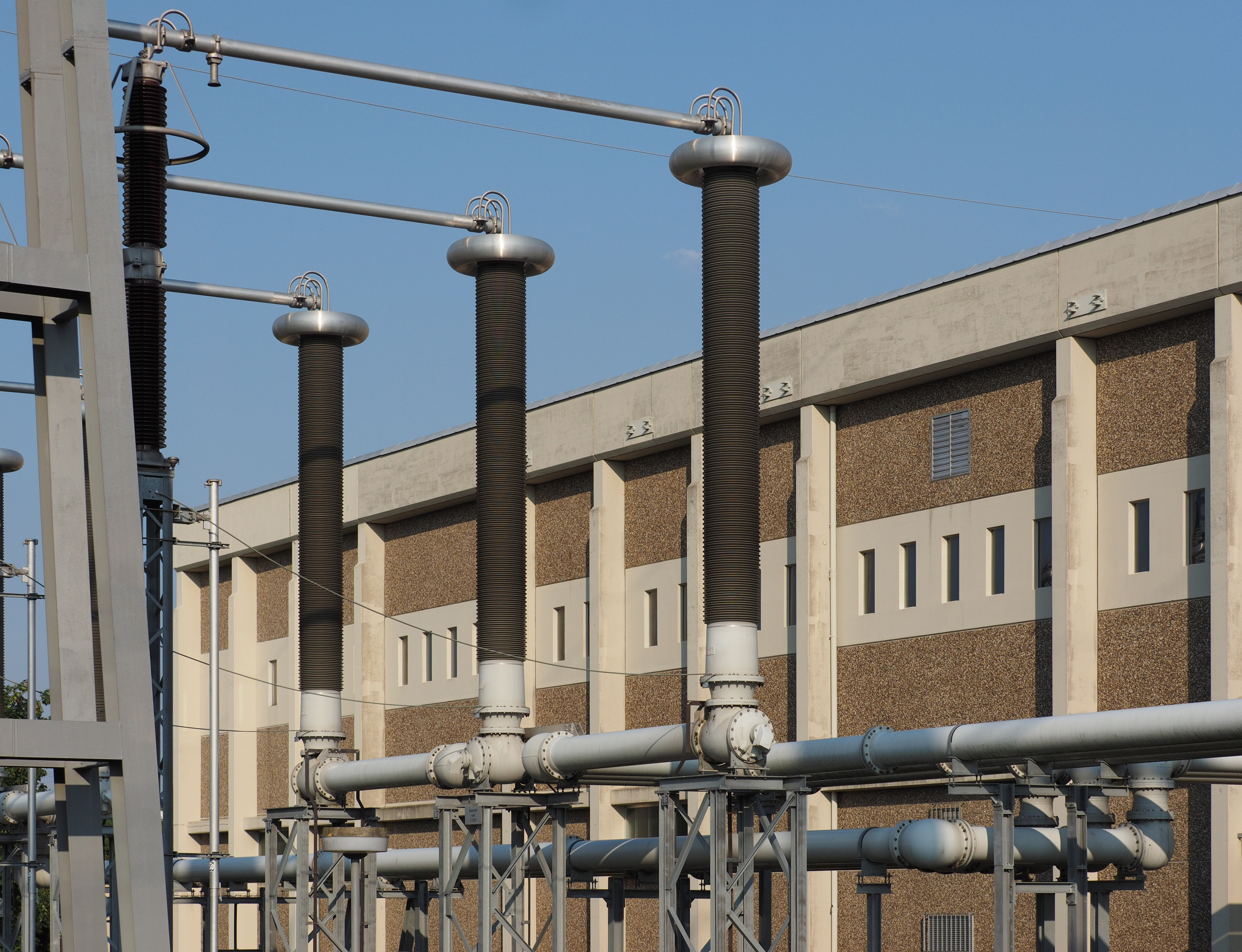
Interruptors amb SF6 d'una subestació a Alemanya

Una de les aplicacions més importants de l'hexafluorur de sofre fa ús de les seves excel·lents propietats aïllants, per la qual cosa s'utilitza com a dielèctric i aïllant en la indústria, especialment en circuits d'alta tensió. Té una baixa conductivitat elèctrica i una rigidesa dielèctrica molt elevada (8,5-9,8 kV/mm), la major entre els gasos i 2,5 vegades superior a la de l'aire a pressió atmosfèrica (3,0 kV/mm) i 10 vegades a pressions de 500 kPa, la qual cosa permet emprar-lo com a medi aïllant i d'extinció de l'arc elèctric que es crea quan s'obri un interruptor en línies de mitjana i alta tensió. El 1967 sortiren al mercat els primers interruptors amb {\displaystyle {\ce {SF6}}} per a instal·lacions de mitjana i alta tensió, iniciant la progressiva substitució dels d'aire comprimit. En produir-se una descàrrega es descompon parcialment, però els productes obtinguts ({\displaystyle {\ce {SF4}}}, {\displaystyle {\ce {SF2}}}…) majoritàriament es recombinen per tornar a donar l'{\displaystyle {\ce {SF6}}}. Amb el temps s'ha de purificar per mantenir les condicions físiques inicials.

### Medicina

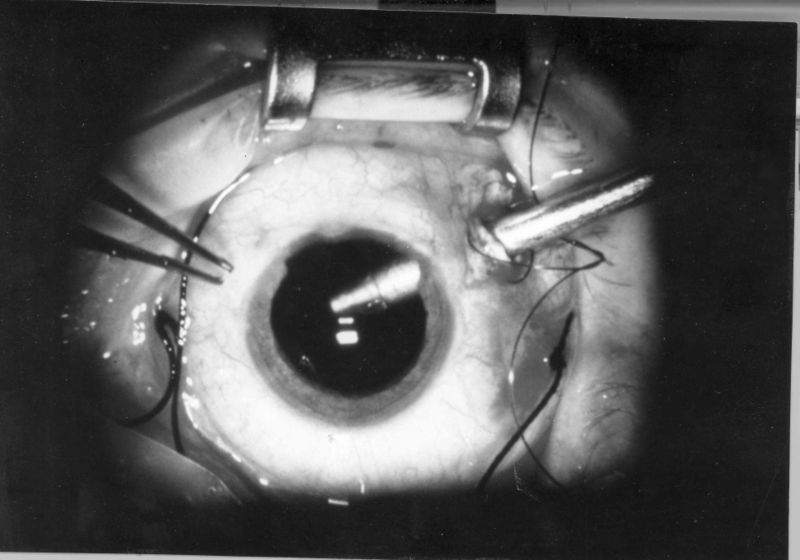
Vitrectomia

En medicina l'hexafluorur de sofre s'utilitza com a anestèsic. Els estudis han confirmat que l'anestèsia és millor que el monòxid de nitrogen. En imatgeria també s'empra com a agent de contrast per ultrasons que permet millorar la qualitat dels ecocardiogrames (ultrasò del cor). Funciona gràcies a la seva alta massa molecular que redueix significativament la freqüència dels ultrasons aconseguint donar una imatge més clara del cor. S'administra mitjançant una injecció intravenosa. En oftalmologia després d'una vitrectomia (extracció de l'humor vitri), l'oftalmòleg necessita omplir l'espai deixat pel gel vitri. Això es pot aconseguir injectant una petita quantitat de {\displaystyle {\ce {SF6}}} dins del globus ocular per tal de mantenir la pressió necessària per permetre que la retina es mantingui en el seu lloc i sani adequadament. A causa de l'alta densitat del {\displaystyle {\ce {SF6}}}, el cos no pot absorbir-lo fins a 3 o 4 setmanes. En comparació, l'aire és absorbit només entre 1 i 3 setmanes, cosa que no permet que l'ull tingui temps suficient per reparar-se. Després d'una pneumonectomia s'injecta hexafluorur de sofre a l'espai pleural de postpneumonectomia per mantenir la cavitat del pit. A mesura que l'{\displaystyle {\ce {SF6}}} s'absorbeix lentament a través de la pleura, la injecció de gas a intervals de 6 mesos pot mantenir un bon espai pleural sense retenir l'efusió pleural ni la deformitat del tòrax. També s'empra per omplir cavitats en malalties de l'orella mitjana.

### Propulsor

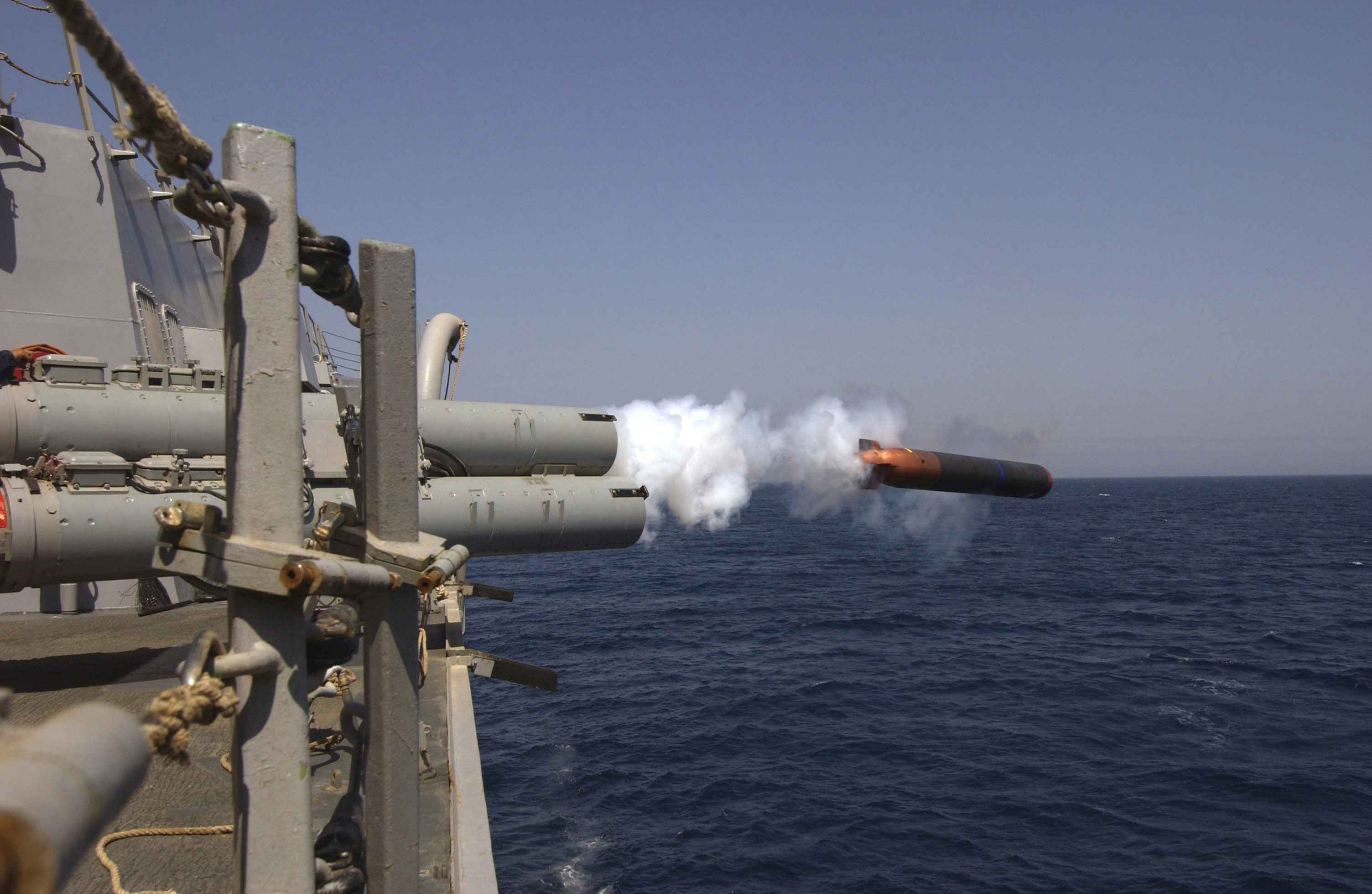
Torpede antisubmarí Mark 50 de la Marina del EUA propulsat per la mescla Li/SF6

La seva reacció amb el liti és emprada com a sistema de propulsió de torpedes, ja que es tracta d'una reacció redox molt exotèrmica, 14,73 MJ/kg, ràpida i amb reactius i productes no tòxics. A les temperatures de treball, 1100-1250 K, ambdós reactius es troben en estat líquid a relativament baixes pressions. S'ha estudiat també el seu ús com a sistema de propulsió de vehicles que s'hagin de desplaçar per la cara fosca de la Lluna on no hi arriba la llum solar o en missions a altres planetes.{\displaystyle {\ce {8 Li + SF6 -> 6 LiF + Li2S}}\quad \quad \Delta H=-14\,727\,\mathrm {kJ/kg} }

### Protecció
S'empra també en la indústria de producció de magnesi com a protector per evitar la ràpida oxidació de la superfície d'aquest metall per part de l'oxigen atmosfèric. El magnesi fos i els seus aliatges són substàncies volàtils que tenen tendència a oxidar-se explosivament en contacte amb l'aire i requereixen una protecció superficial en els processos de fosa. Des de la dècada de 1960 s'empra l'{\displaystyle {\ce {SF6}}} com a protector sobre el material fus.

### Altres

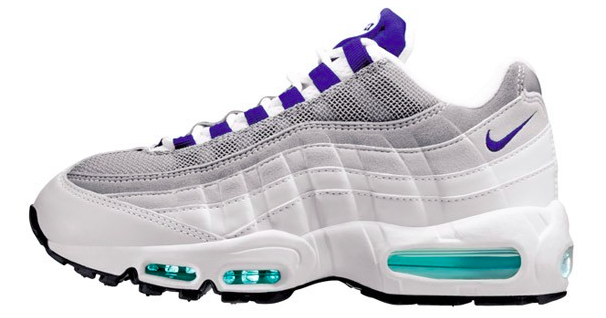
Calçat esportiu amb cambra de gas amortidora

Atès que l'hexafluorur de sofre és molt estable en aigua i en aire i en l'aire hi ha una molt baixa concentració, l'{\displaystyle {\ce {SF6}}} s'utilitza com a traçador en estudis científics de control del flux d'aigua de mar, de difusió dels contaminants de l'aire o de l'emissió de gas metà per part de remugants.
Com que presenta una densitat superior a la de l'aire, els mags l'utilitzen l'{\displaystyle {\ce {SF6}}} per mostrar un objecte flotant sense que es vegi que enlloc d'aire hi ha un altre gas. També si s'inhala {\displaystyle {\ce {SF6}}} i després es parla la veu resulta més profunda. Això és degut al fet que la massa molecular de l'hexafluorur de sofre, 146 g/mol, és superior la mitjana de l'aire, 29 g/mol, i la freqüència acústica es redueix significativament, a gairebé la meitat que en l'aire, produint una reducció del to.
Pel fet que té un volum major que les molècules de dinitrogen i de dioxigen de l'aire travessa amb dificultat les membranes de cautxú. Per això es va emprar per inflar pneumàtics i pilotes de tennis i com a farciment dels coixins de gas esmortidors presents en calçat esportiu. Aquestes aplicacions s'han abandonat degut a l'efecte negatiu sobre el medi ambient si se'n produeix una fuita, ja que és un poderós gas amb efecte d'hivernacle.

## Toxicitat
L'hexafluorur de sofre només pot produir la mort per simple asfíxia per falta d'oxigen. La seva inèrcia química i el seu baix potencial d'acumulació fan que tengui poca toxicitat. La possible formació de productes de degradació altament tòxics es pot produir quan l'{\displaystyle {\ce {SF6}}} està sotmès a condicions d'extremes, en particular les descàrregues elèctriques que es produeixen en els equips aïllants de gas, poden promoure la formació d'espècies altament reactives d'interès toxicològic. Aquest productes poden ser tòxics, causant nàusees i vòmits, símptomes pulmonars i atelèctasis transitòria. Pot estar contaminat amb altres fluorurs de sofre, com el decafluorur de disofre, {\displaystyle {\ce {S2F10}}}, que és extremadament tòxic i és un irritant respiratori. Inhalat com una barreja del 80% amb 20% d'oxigen, produeix formigueig, excitació i alteració de l'audició i és un anestèsic lleu.

## Medi ambient

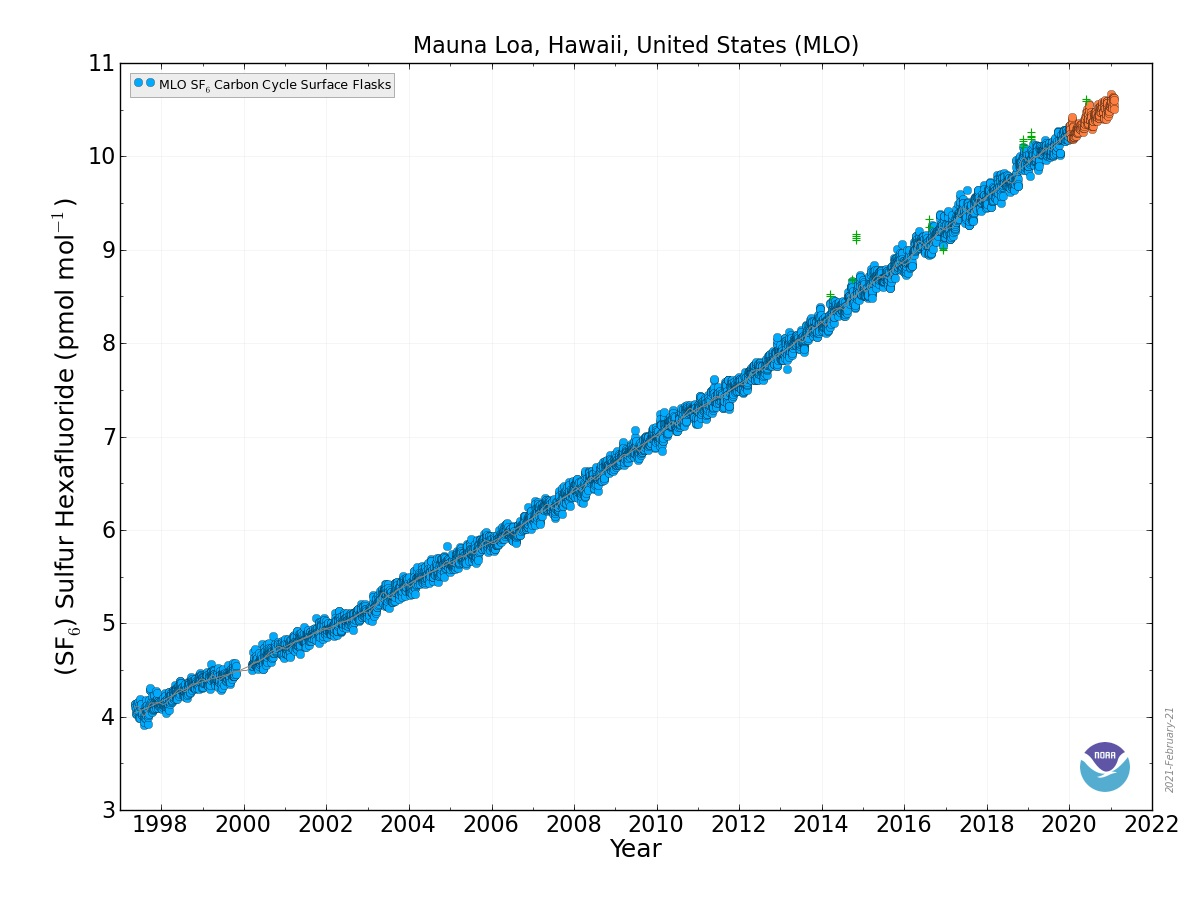
Mesures de la concentració atmosfèrica d'SF6al cim del volcà Mauna Loa a Hawaii.

L'hexafluorur de sofre és un gas amb efecte d'hivernacle afectat pel Protocol de Kyoto, 22 200 vegades més eficaç que el diòxid de carboni, {\displaystyle {\ce {CO2}}}, per unitat de massa, la qual cosa significa que l'emissió d'un kilogram d'{\displaystyle {\ce {SF6}}} equival a l'emissió de 22 200 kg de {\displaystyle {\ce {CO2}}}. No té efectes sobre l'ozó estratosfèric. Abans de les emissions industrials la seva presència en l'atmosfera era nul·la. Les concentracions actuals en la troposfera són molt baixes, de 8,6 ppt (8,6 nmol {\displaystyle {\ce {SF6}}}/mol totals) el 2015. Tanmateix la seva concentració va augmentant a un ritme de 0,24 ppt per any i té un període de vida a l'atmosfera molt alt, de 3 600 anys. Per evitar l'augment de la seva concentració atmosfèrica els diferents estats adherits al Protocol de Kyoto han anat reduint la producció i finalment prohibint el seu ús per omplir pneumàtics, el seu ús com aïllant acústic en finestres de doble vidre, i el seu ús en la producció de magnesi.